# Aziz Ali al-Misri

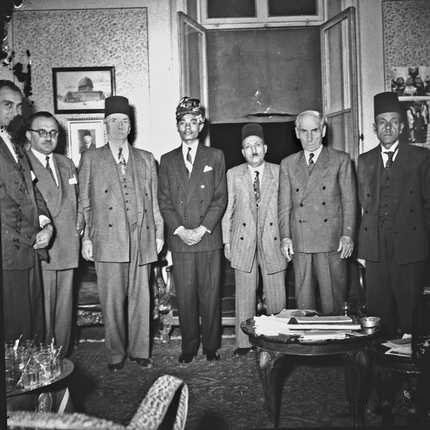
Azizi Ali Amisri, deuxième à partir de la droite.

Aziz Ali al-Misri, né au Caire en 1879 et mort le 15 juin 1965, est un homme politique et chef d'état-major égyptien. Il est le cofondateur de Al Qahtaniyya et Al Ahd (L'Alliance).

## Biographie

### Origines, enfance et jeunesse
Aziz Ali Al-Misri (ou al-Masri) est né au Caire, d'une famille d'origine circassienne (Ubykh et Bzedugs). Son père, Zakariya, et ses aïeuls du côté paternel étaient circassiens. Ils portaient, avant d'emménager en Égypte et en Irak, le nom de famille Shkhaplhy. Pour Aziz Ali, ces origines sont restées fortement présentes dans son identité, toute sa vie. Sa demi-sœur Aziza (1872-1936), née de leur mère commune Chafika Siouk Mukbel, était l'épouse d'Aly Pacha Youssef Ramzy Zulficar, alors gouverneur du Caire.
Aziz Ali Al-Misri a suivi son cursus à l'Académie militaire ottomane, où il obtient son diplôme en 1901, avant d'étudier au Collège d'état de l'armée Ottomane. Peu de temps après avoir fréquenté l'École militaire allemande, il devient officier de l'armée ottomane. Pour sa première affectation en tant que membre des forces armées, il est envoyé dans la ville ottomane de Vardar, en Macédoine. Pendant son séjour dans les Balkans, Ali Aziz al-Misri rejoint les rangs du Comité de l’Union et du Progrès (CUP), une organisation secrète plus communément appelée les Jeunes Turcs qui deviendra plus tard un groupe politique et finira par prendre le contrôle du pays en 1908.

### Carrière politique

#### Premières années
Au cours des années de réforme de l'empire ottoman, Aziz Ali al-Misri demeure un partisan de l'unité ottomane. Il se situe comme un modéré politique qui souhaite que les trois principaux groupes politiques, ottomaniste, panislamique et nationaliste égyptien et arabe  coexistent et travaille ensemble. « Il en était venu à la conclusion que dans une société aussi complexe que l'Empire ottoman, le meilleur moyen de préserver son intégrité ne consistait pas à supprimer les nationalités, mais à les reconnaître, chacun en tant qu'unité autonome au sein de la superstructure ottomane » En 1911, Aziz Ali Al-Masri a contribué à la médiation pour établir un traité entre l'imam Yahya du Yémen et Izzat Pacha, commandant de la campagne ottomane.

#### Comité de l'union et du progrès
Les origines diverses d'Aziz Ali Al-Misri, et son sens de la modération politique, en ont fait une cible facile pour le CUP. Cela en fait également un héros populaire parmi les groupes politiques arabes. Il est considéré comme sympathisant à la cause des nationalistes arabes. Au cours de l'invasion et de l'occupation italienne (1911-1912) de Tripolitana et de Cyrénaïque (Libye moderne), il a joué un rôle de premier plan dans l'organisation de la résistance à Benghazi, avec le député Suleiman al-Askary. Il a développé l'usage conjoint des tactiques tribales et des tactiques militaires habituelles ; un système qu'il a recommandé plus tard dans la révolte arabe (1916-1918). La principale raison de sa brouille avec le CUP était probablement un affrontement avec Enver Pacha, qui servait avec lui sous les ordres du général Enver Bey. Aziz Ali al-Misri s'était alors opposé à l'attitude oppressive de la CUP à l'égard des minorités. Les révolutionnaires arabes se sont joints à l'avertissement d'Enver Pacha à Aziz Ali Al Misri.
En avril 1914, Aziz Ali al-Misri fut arrêté et expulsé d'Istanbul par le CUP. Bien qu’il ne s’agisse pas directement d’Enver Pacha, cela lui a donné l’élan nécessaire pour « dénoncer al-Misri en tant que dirigeant révolutionnaire arabe qui endurcit une rébellion arabe, et à la grande consternation d’Al-Misri, cela le plaça sous un jour légèrement différent les yeux de ceux qui travaillent pour la collaboration turco-arabe » . Son arrestation a coïncidé avec une purge massive d'officiers arabes dans l'armée turque. Son procès cause alors une polémique en Égypte et en Syrie et l'ambassadeur britannique à Constantinople (Sir L. Mallet) intervint en sa faveur. Aziz Ali al-Misri retourne alors en Égypte.

#### Son rôle dans la Révolte Arabe
En 1914, il commence à servir sous Sharif Husayn, le Sharif de La Mecque.
Aziz al-Misri a joué un rôle de premier plan dans les débuts de la révolte arabe : une tentative de Sharif Husayn de créer un État arabe indépendant, libre de tout contrôle ottoman, avec le soutien britannique suggéré, entre autres, par Aziz Ali al-Misri . Aziz Ali Al-Misri a créé, trois brigades d'infanterie, une brigade à cheval, une unité d'ingénierie et trois groupes d'artillerie différents. Il a en tout, mobilisé un total de 6 000 hommes parmi lesquels des volontaires bédouins, des officiers arabes et de déserteurs arabes ottomans souhaitant rejoindre la Révolte. Les officiers britanniques et français ont également fourni des conseils militaires techniques, parmi lesquels Lawrence d'Arabie.
Aziz Ali al-Misri encourage le Sharif à être plus indépendant, comprenant que la France et la Grande-Bretagne sont en train de négocier des sphères d'influence dans la région. Il perd contact avec Sharif Husayn, et rentre en Égypte en février 1917 puis voyage en Espagne et en Allemagne.

### Carrière militaire en Égypte

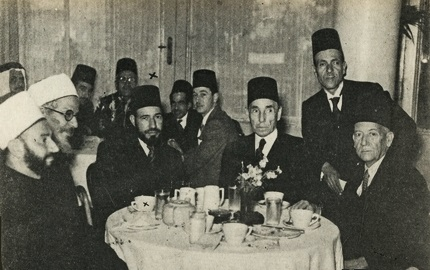
De gauche à droite: Cheikh Mohamed Sabri al-Din d'Hébron, Cheikh Ibrahim Tfayyesh d'Algérie, le Guide suprême des Frères musulmans Hassan al-Banna, le chef d'état-major de l'armée égyptienne Aziz Pacha al-Masri, le journaliste égypto-palestinien Mohamed Ali Eltaher et le gouvernement égyptien ministre Abdel Rahman eal-Rafei

De retour en Égypte, Aziz al-Misri épouse Frances (née Smith), une américaine, et a un fils, Omar (1930-2010). De 1927 à 1935, il dirige l'Académie de police du Caire. Par décision de son père, le roi Fouad, le prince héritier Farouk, a assisté (de septembre 1935 à mai 1936) à l'Académie royale militaire de Woolwich, sous la tutelle de Aziz Ali al-Misri et d'Ahmed Hassanein Pacha. Aziz Ali al-Misri est alors membre du conseil de régence qui assiste Farouk jusqu'à ce que ce dernier devienne officiellement roi d'Égypte en juillet 1937. En 1938, Aziz Ali al-Misri devint inspecteur général de l'armée égyptienne. En 1939, le Premier ministre Ali Mahir le nomme chef de cabinet, mais il est démis de ses fonctions en 1940 à la demande du Royaume-Uni. Il abandonne l'armée égyptienne et tente de rejoindre les forces de l'Axe dans le désert libyen, mais est arrêté et jugé en 1941 . Il est libéré en 1942, après avoir révélé entre autres avoir informé le colonel Cudbert Thornhill (responsable des opérations spéciales britanniques) de son vol pour se rendre en Irak. Dans la société cosmopolite du Caire et avec sa grande culture et sa tolérance religieuse, Aziz Ali al-Misri avait, tissé des liens avec toutes les communautés d'Égypte .

### Son rôle dans le Coup d'État du 23 juillet 1952
Aziz Ali al-Misri avait aidé le mouvement des Officiers Libres à préparer le coup d'État du 23 juillet 1952 qui a renversé la monarchie égyptienne. Ces derniers décidèrent donc de le nommer ambassadeur à Moscou en 1953 et envisagèrent même de le nommer président à la place de Mohammed Naguib; ce dernier s'étant retiré en 1954.
Il meurt le 15 juin 1965 au Caire. L'Égypte lui rend un dernier hommage avec des funérailles d'État.

## Postérité

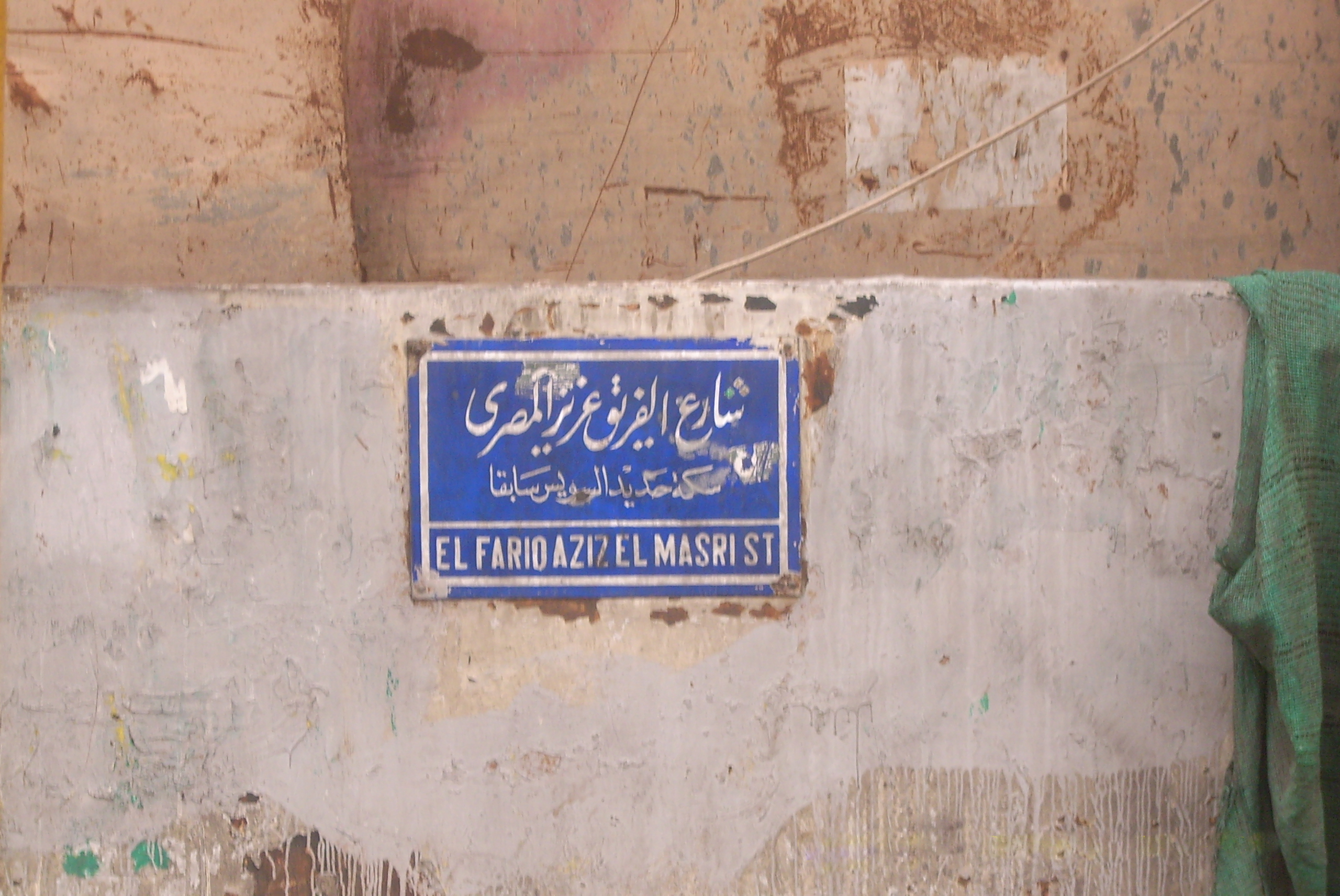
Rue Fareq Aziz Ali el-Masry (rue Gisr el-Suez), Le Caire, Égypte.

Son nom a été donné à l'une des rues les plus importantes du Caire.